# Rödpannad kardinaltangara
Rödpannad kardinaltangara (Paroaria baeri) är en fågel i familjen tangaror inom ordningen tättingar.

## Utbredning och systematik
Rödpannad kardinaltangara förekommer i centrala Brasilien och delas in i två distinkta underarter med följande utbredning:
- P. b. baeri – västra Goiás och intilliggande nordöstra Mato Grosso
- P. b. xinguensis – övre Rio Xingu i norra Mato Grosso

### Familjetillhörighet
Länge placerades släktet Paroaria i familjen Emberizidae, men DNA-studier visar att de tillhör tangarorna i Thraupidae, närmast släkt med diademtangara (Stephanophorus diadematus), skattangara (Cissopis leverianus) och släktet Schistochlamys.

## Status
Arten har ett stort utbredningsområde och beståndet anses vara stabilt. Internationella naturvårdsunionen IUCN listar den därför som livskraftig (LC).

## Namn
Fågeln kallades tidigare maskkardinal, men namnet justerades av BirdLife Sveriges taxonomikommitté 2020 för att bättre återspegla familjetillhörigheten. Dess vetenskapliga artnamn baeri hedrar G. A. Baer (1839–1918), fransk naturforskare som samlade in typexemplaret.